# Air Malawi
Air Malawi es una aerolínea con base en la ciudad malauí de Blantyre. Es la aerolínea nacional del país y opera vuelos nacionales e internacionales. Su base principal es el aeropuerto Blantyre (BLZ), y una segunda base en el Aeropuerto Lilongüe (LLW). 

## Historia
Air Malawi fue creada por decisión del Parlamento de Malawi e inició operaciones el 1 de septiembre de 1967 luego de la disolución de Central African Airways. Anteriormente existió otra aerolínea de igual nombre que era subsidiaria de Central African Airways en 1964. El primer avión de Air Malawi fue un Vickers Viscount, al cual el siguió un BAC 1-11 lo que le permitió extender su cobertura de rutas hasta Harare, Johannesburgo y Nairobi. En 1974 inició vuelos hacia el aeropuerto Heathrow de Londres con un Vickers VC-10, aunque esta ruta debió ser suspendida a finales de 1970. Con aviones Shorts SC.7 Skyvan, Britten-Norman Islander y Avro 748 cubría rutas locales y regionales. Estos aviones fueron remplazados en la década de 1990 con aviones Dornier Do 228 y ATR 42. En 1985 la empresa alquiló un avión Boeing 747SP para viajes VIP y de representantes del gobierno. El BAC 1-11 fue remplazado por un Boeing 737.

## Destinos
Air Malawi opera a los siguientes destinos, a noviembre de 2011.
| † | Hub                         |
| ¤ | Segunda base de operaciones |
| # | Destinos concluidos         |

## Flota

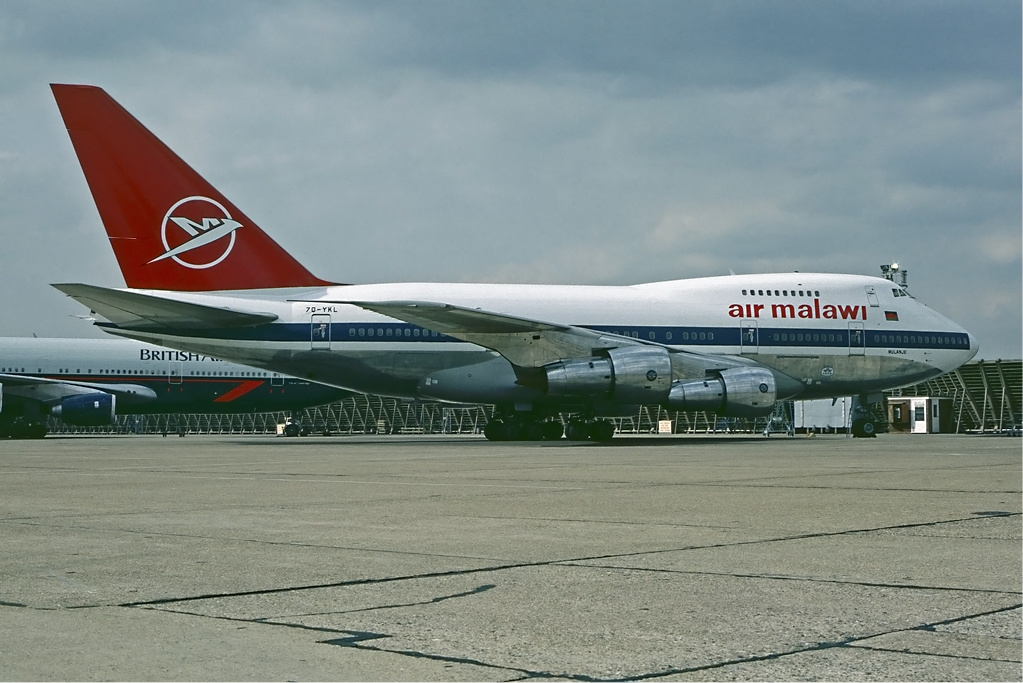
Boeing 747SP de Air Malawi en Londres

La flota de Air Malawi consta de los siguientes aviones (actualizado en diciembre de 2010):
La flota de Air Malawi se componía, así mismo, de las siguientes aeronaves: 